# Chris Rea
Christopher Anton Rea (født 4. marts 1951) er en engelsk sanger og guitarist . Han kommer fra Middlesbrough. Debuterede i 1978 med albummet Whatever Happened To Benny Santini? og singlen "Fool (If You Think It's Over)", der opnåede #12 på Billboard Hot 100 og #1 på U.S. Billboard adult contemporary chart.
Han har også skrevet julesangen "Driving Home for Christmas", der oprindeligt nåede #53 på UK Singles Chart. I 2007 kom den ind på #33 på samme hitliste, hvilket var første gang i UK.
Han har også haft en begrænset karriere som skuespiller. Han spillede hovedrollen i komedien Parting Shots fra 1999. I 1996 havde han en cameorolle i La Passione, som han skrev soundtracket til.

## Diskografi
- Whatever Happened to Benny Santini? (1978)
- Deltics (1979)
- Tennis (1980)
- Chris Rea (1982)
- Water Sign (1983)
- Wired to the Moon (1984)
- Shamrock Diaries (1985)
- On the Beach (1986)
- Dancing with Strangers (1987)
- New Light Through Old Windows (1988)
- The Road to Hell (1989)
- Auberge (1991)
- God's Great Banana Skin (1992)
- Espresso Logic (1993)
- La Passione (1996)
- The Blue Cafe (1998)
- The Road to Hell: Part 2 (1999)
- King of the Beach (2000)
- Dancing Down the Stony Road / Stony Road (2002)
- Blue Street (Five Guitars) (2003)
- Hofner Blue Notes (2003)
- The Blue Jukebox (2004)
- Blue Guitars (2005)
- The Return of the Fabulous Hofner Bluenotes (2008)
- Still So Far To Go: The Best of Chris Rea (2009)
- Santo Spirito Blues (2011)